# Димитър Кирович
Димитър Киров Кирович е български лекар и дипломат. Участник в Руско-турската война (1877-1878).

## Биография
Димитър Кирович е роден през 1820 г. в Търново. Завършва медицина в Париж. Установява се да живее в Русия. Участва като лекар-доброволец в Кримската война (1853-1856).
Защитава докторат по медицина (1858). Военен лекар в Сръбско-турската война (1876).
По време на Руско-турската война (1877-1878) работи в Полевото военномедицинско управление на Действуващата Руска армия в България.
След освобождението е назначен от княз Александър Батенберг за първи дипломатически агент на Княжество България в Сърбия.